# Informationssystem Oberflächennahe Geothermie für Baden-Württemberg
Das „Informationssystem Oberflächennahe Geothermie für Baden-Württemberg“ (ISONG) des Landesamtes für Geologie, Rohstoffe und Bergbau Baden-Württemberg wurde im März 2015 online gestellt und soll einer besseren Risikoabschätzung und Gefahrenminimierung im Zusammenhang mit der Erkundung und Nutzung der Geothermie dienen. Es soll „erste Informationen zur Planung von Erdwärmesonden bis max. 400 m Tiefe“ liefern; „die wichtigsten punkt- und flächenbezogenen Informationen werden für Bauherren oder andere interessierte Bürger kostenfrei bereitgestellt“.

## Weblink
- lgrb-bw.de: Informationssystem Oberflächennahe Geothermie für Baden-Württemberg (ISONG)